# António Nariño
António Nariño är en del av en befolkad plats i Colombia.   Den ligger i departementet Bogotá, i den centrala delen av landet, i huvudstaden Bogotá. António Nariño ligger 2 576 meter över havet och antalet invånare är 116 648.
Terrängen runt António Nariño är varierad. Runt António Nariño är det mycket tätbefolkat, med 4 188 invånare per kvadratkilometer. Närmaste större samhälle är Bogotá, 3,5 km nordost om António Nariño. Runt António Nariño är det i huvudsak tätbebyggt.